# Wahlkreis Glasgow South
| Glasgow South          |
| ---------------------- |
| Glasgow South          |
| Gebildet               |
| 2005                   |
| Abgeordneter           |
| Stewart McDonald (SNP) |
| Regionen               |
| Glasgow                |

Glasgow South ist ein Wahlkreis für das Britische Unterhaus. Er wurde 2005 geschaffen und deckt die südlichen Gebiete der Council Area Glasgow ab. Der Wahlkreis entsendet einen Abgeordneten.
Vor den Unterhauswahlen 2005 deckten zehn Wahlkreise die Council Area Glasgow ab, reichten jedoch auch über die Grenzen Glasgows hinaus. 2005 wurde die Wahlkreisstruktur überarbeitet und Glasgow in sieben Wahlkreise untergliedert, welche nun jedoch ausschließlich innerhalb der Grenzen der Council Area liegen und diese vollständig abdecken. In diesem Zuge wurde Glasgow South eingeführt.

## Wahlergebnisse

### Unterhauswahlen 2005
| Ergebnisse der Unterhauswahlen 2005 | Ergebnisse der Unterhauswahlen 2005 | Ergebnisse der Unterhauswahlen 2005 | Ergebnisse der Unterhauswahlen 2005 |
| Partei                              | Kandidat                            | Stimmen                             | %                                   |
| ----------------------------------- | ----------------------------------- | ----------------------------------- | ----------------------------------- |
| Labour                              | Thomas Harris                       | 18.153                              | 47,2                                |
| Liberal Democrats                   | Arthur Sanderson                    | 7321                                | 19,1                                |
| SNP                                 | Finlay MacLean                      | 4860                                | 12,7                                |
| Conservative                        | Janette McAlpine                    | 4836                                | 12,6                                |
| Green                               | Kay Allan                           | 1692                                | 4,4                                 |
| Socialist                           | Ronnie Stevenson                    | 1303                                | 3,4                                 |
| Socialist Labour Party              | Dorothy Entwistle                   | 266                                 | 0,7                                 |

### Unterhauswahlen 2010
| Ergebnisse der Unterhauswahlen 2010 | Ergebnisse der Unterhauswahlen 2010 | Ergebnisse der Unterhauswahlen 2010 | Ergebnisse der Unterhauswahlen 2010 | Ergebnisse der Unterhauswahlen 2010 |
| Partei                              | Kandidat                            | Stimmen                             | %                                   | ±                                   |
| ----------------------------------- | ----------------------------------- | ----------------------------------- | ----------------------------------- | ----------------------------------- |
| Labour                              | Thomas Harris                       | 20.736                              | 51,7                                | +4,5                                |
| SNP                                 | Malcolm Fleming                     | 8078                                | 20,2                                | +9,5                                |
| Liberal Democrats                   | Shabnum Mustapha                    | 4739                                | 11,8                                | −7,3                                |
| Conservative                        | Davena Rankin                       | 4592                                | 11,5                                | +1,1                                |
| Green                               | Marie Campbell                      | 961                                 | 2,4                                 | −2,0                                |
| BNP                                 | Michael Coyle                       | 637                                 | 1,6                                 | +1,6                                |
| TUSC                                | Brian Smith                         | 351                                 | 0,9                                 | +0,9                                |

### Unterhauswahlen 2015
| Ergebnisse der Unterhauswahlen 2015 | Ergebnisse der Unterhauswahlen 2015 | Ergebnisse der Unterhauswahlen 2015 | Ergebnisse der Unterhauswahlen 2015 | Ergebnisse der Unterhauswahlen 2015 |
| Partei                              | Kandidat                            | Stimmen                             | %                                   | ±                                   |
| ----------------------------------- | ----------------------------------- | ----------------------------------- | ----------------------------------- | ----------------------------------- |
| SNP                                 | Stewart McDonald                    | 26.773                              | 54,9                                | +34,7                               |
| Labour                              | Thomas Harris                       | 14.504                              | 29,7                                | −22,0                               |
| Conservative                        | Kyle Thornton                       | 4752                                | 9,7                                 | −1,8                                |
| Green                               | Alastair Whitelaw                   | 1431                                | 2,9                                 | +0,5                                |
| Liberal Democrats                   | Ewan Hoyle                          | 1019                                | 2,1                                 | −9,7                                |
| TUSC                                | Brian Smith                         | 299                                 | 0,6                                 | −0,3                                |

### Unterhauswahlen 2017
| Ergebnisse der Unterhauswahlen 2017 | Ergebnisse der Unterhauswahlen 2017 | Ergebnisse der Unterhauswahlen 2017 | Ergebnisse der Unterhauswahlen 2017 | Ergebnisse der Unterhauswahlen 2017 |
| Partei                              | Kandidat                            | Stimmen                             | %                                   | ±                                   |
| ----------------------------------- | ----------------------------------- | ----------------------------------- | ----------------------------------- | ----------------------------------- |
| SNP                                 | Stewart McDonald                    | 18.312                              | 41,1                                | −13,8                               |
| Labour                              | Eileen Dinning                      | 16.285                              | 36,6                                | +6,9                                |
| Conservative                        | Taylor Muir                         | 8506                                | 19,1                                | +9,4                                |
| Liberal Democrats                   | Ewan Hoyle                          | 1447                                | 3,2                                 | +1,1                                |

### Unterhauswahlen 2019
| Ergebnisse der Unterhauswahlen 2019 | Ergebnisse der Unterhauswahlen 2019 | Ergebnisse der Unterhauswahlen 2019 | Ergebnisse der Unterhauswahlen 2019 | Ergebnisse der Unterhauswahlen 2019 |
| Partei                              | Kandidat                            | Stimmen                             | %                                   | ±                                   |
| ----------------------------------- | ----------------------------------- | ----------------------------------- | ----------------------------------- | ----------------------------------- |
| SNP                                 | Stewart McDonald                    | 22.829                              | 48,1                                | +7,0                                |
| Labour                              | Johann Lamont                       | 13.824                              | 29,1                                | −7,5                                |
| Conservative                        | Kyle Thornton                       | 6237                                | 13,1                                | −6,0                                |
| Liberal Democrats                   | Carole Ford                         | 2786                                | 5,9                                 | +2,7                                |
| Green                               | Dan Hutchison                       | 1251                                | 1,1                                 | +1,1                                |
| Brexit Party                        | Danyaal Raja                        | 516                                 | 1,4                                 | +1,4                                |